# Cmentarz epidemiczny w Warszawie
Cmentarz epidemiczny – założony ok. 1708, zwany też cmentarzem zadżumionych.

## Opis
Położony był na Bródnie (obecnie dzielnica Targówek), pomiędzy ulicami: św. Wincentego, Ostródzką i Malborską. Zachował się tylko jeden nagrobek – Michała Walembergera z 1708 – jest to najstarszy zachowany cmentarny pomnik nagrobny w Warszawie. Na obelisku wyryte są słowa: Tu Michał Walemberger powietrzem ruszony z synem i córką leży, który od swey żony te pamiątkę odbiera, prosząc mijających do Boga o westchnienie na dusze leżących, w dzień drugi września wieku skończył, doczekał w rok Pański tysiąc siedemset ósmy.